# Westpac House
Westpac House est un gratte-ciel commercial construit à Adélaïde (Australie-Méridionale) en 1998 et situé au 109 St. Georges Terrace.
Terminé en 1988, cette construction dépasse le gratte-ciel jusqu'alors le plus élevé de la ville, le Telstra House inauguré un an plus tôt. C'est le plus grand immeuble d'Australie-méridionale et le 98e d'Australie.